# Estádio José Arcanjo
Estádio José Arcanjo – stadion piłkarski w Olhão, w Portugalii. Został otwarty w 1984 roku. Może pomieścić 5 661 widzów. Swoje spotkania rozgrywa na nim drużyna SC Olhanense. W 2009 roku przeszedł przebudowę podczas której na stadion może wejść o 100 widzów więcej.